# برستون جاي براشاو
برستون جاي براشاو (بالإنجليزية: Preston J. Bradshaw)‏ هو مهندس معماري أمريكي، ولد في 1884 في سانت لويس في الولايات المتحدة، وتوفي في 1953.